# جردن براون (بازیکن فوتبال اهل آلمان)
جردن براون (انگلیسی: Jordan Brown؛ زادهٔ ۱۲ نوامبر ۱۹۹۱) بازیکن فوتبال اهل آلمان است.
از باشگاه‌هایی که در آن بازی کرده‌است می‌توان به باشگاه فوتبال گراس‌هاپر زوریخ اشاره کرد.